# Multibanco

Red interbancaria fundada en 1985.

Multibanco es una red interbancaria portuguesa propiedad y operada por SIBS (Sociedade Interbancária de Serviços S.A.), o SIBS, que conecta los cajeros automáticos de 27 bancos en Portugal, con un total de 12 700 terminales a diciembre de 2014. Los bancos miembros de Multibanco son propietarios de SIBS. Multibanco es una red interbancaria totalmente integrada. Una de las características más destacables de Multibanco es la amplia gama de servicios que se pueden utilizar a través de sus máquinas.
Multibanco en sí mismo no solo engloba los cajeros automáticos. Tiene una red EFTPOS en toda regla denominada Pago Automático Multibanco, y también es un proveedor de servicios de banca por Internet y telefonía móvil a través de los servicios TeleMultibanco y MBNet respectivamente. También es el proveedor del servicio de pago automático de peajes Via Verde.

## Historia

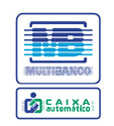
Logotipo antiguo de Multibanco (1985-2008).

La Caixa Automático Multibanco fue el primer proyecto desarrollado por SIBS y comenzó a operar el 2 de septiembre de 1985, con la instalación de 12 terminales en las ciudades de Lisboa y Oporto.
En 1995, la red contaba con 3745 cajeros automáticos; en 2006 tenía más de 11 200; ya diciembre de 2014 contaba con 12 700, sobre los cuales se realizan mensualmente un promedio de más de 75 millones de operaciones.

## Funcionalidad
Multibanco es conocido por tener más funcionalidades que los cajeros automáticos de otros países. Inicialmente, las máquinas solo ofrecían retiradas de efectivo, verificación de saldos y últimos movimientos. Posteriormente, se introdujeron características como pagos por servicio y compras, recarga de teléfonos móviles prepago y venta de entradas para espectáculos, entre otras. Actualmente, la red Multibanco ofrece 60 servicios diferentes.

## Uso
De 2001 a 2005, el número medio de transacciones por año supera los 630 millones. El número ha aumentado cada año; 719 millones se registraron en 2005. Desde entonces, ha crecido sustancialmente, con 900 millones de operaciones registradas en 2014.
| Año  | Número de cajeros automáticos | Número de transacciones |
| ---- | ----------------------------- | ----------------------- |
| 2001 | 8.482                         | 527,417,947             |
| 2002 | 9.032                         | 588,806,749             |
| 2003 | 9.521                         | 631,912,059             |
| 2004 | 10.085                        | 683,764,445             |
| 2005 | 10,723                        | 719,006,591             |
| 2014 | 12,700                        | 900.000.000             |

## Seguridad
Multibanco permite a los usuarios con una cuenta bancaria local (portuguesa) retirar un máximo de 400 euros diarios (los titulares de cuentas extranjeras pueden retirar más, dependiendo de su banco). Si el usuario no ingresa el PIN correcto después de tres intentos, el cajero automático no devolverá la tarjeta. Si el usuario no saca el dinero del cajero automático después de un cierto período de tiempo, el cajero automático recupera el efectivo para evitar el robo. Recientemente se ha introducido una medida de seguridad bajo la forma de un mecanismo que libera tinta y mancha el dinero en caso de apertura forzada del cajero automático. Cuando se está en posesión de un billete tintado, se debe informar a la policía (para una mayor investigación, ya que es probable que sea de un cajero automático robado) y luego se puede cambiar en un banco por uno no tintado, sin cargos adicionales. Además de las cámaras de seguridad, muchos terminales de cajeros automáticos incluyen un espejo retrovisor sobre la pantalla interactiva, y la ranura para retirar dinero está ubicada aproximadamente a la altura de la cintura, para un almacenamiento rápido y más aislado del dinero.

## Otros servicios de Multibanco

### Pagamento Automático MB (Pago automático)
El Pago Automático Multibanco es una red EFTPOS que comenzó a operar en 1987. Permite pagos electrónicos realizados en el punto de venta, mediante el uso de una tarjeta aceptada por el sistema. Por lo tanto, este servicio permite pagos en tiempo real protegidos con medidas de seguridad, con 266.000 terminales de este tipo en la red a 2014. En 2014 se realizaron 781 millones de pagos mediante este sistema. 

### MB PHONE
MB PHONE se lanzó como TeleMultibanco en 1996 y se renombró a la designación actual en 2008. Permite a sus usuarios verificar el saldo y las transacciones de su cuenta, realizar transferencias, pagos de servicios y compras, y solicitar talonarios de cheques a través de sus teléfonos móviles. En 2009, los 300 000 clientes de telefonía móvil que utilizaron este sistema realizaron alrededor de 3 millones de transacciones.

### MB NET
MB NET permite a los usuarios realizar pagos a través de Internet y está configurado para compras en línea. En 2009 se realizaron más de un millón de pagos utilizando MB NET. MB NET permite la creación de tarjetas de crédito virtuales para su uso en línea. Dependiendo del sistema de tarjeta, se obtendrá una tarjeta virtual American Express, Visa o Mastercard. Por ejemplo, si la tarjeta es Visa o Visa Electron, las tarjetas generadas por MB NET pertenecen al esquema Visa. Este sistema es compatible con la mayoría de los sistemas de pago, incluido PayPal y todos los lugares que aceptan tarjetas de crédito como forma de pago.
Para generar una tarjeta de crédito virtual, uno debe iniciar sesión en el sitio MB NET e ingresar un límite. Luego, el sitio proporciona instantáneamente el número de la tarjeta de crédito y los códigos de seguridad (CVC2 y CVV2) para pagar su compra en línea. El número también es válido para compras fuera de línea. Las tarjetas virtuales permiten interacciones normales con tarjetas de crédito; ya sea pago o abono en la cuenta del titular. Hay dos tipos de tarjetas virtuales: de un solo uso o de uso múltiple.
Todas las tarjetas tienen una vida útil de entre 1 y 12 meses. Más concretamente, son válidos hasta el final del mes siguiente a aquel en el que se solicita o emite. La gran ventaja de MB NET es que el proveedor nunca conoce los detalles reales del pago del cliente y el límite de la tarjeta se puede establecer de acuerdo con el valor de la compra. Incluso si un proveedor o un hacker intenta extorsionar una cantidad mayor, el límite definido lo impide. Por lo tanto, las compras en línea son más seguras.
Es necesario registrarse para utilizar MB NET. Para ello, se debe acudir a un cajero automático de Multibanco o al sitio web de banca electrónica (si el banco permite esa operación en dicho medio). El cliente establece una contraseña, pero el sistema proporciona el nombre de usuario. El registro vincula el servicio MB NET a una tarjeta de débito o crédito de una de las instituciones bancarias asociadas a SIBS que lo respaldan.

### MB Way

Logotipo de MB Way.

MB Way es una aplicación disponible para dispositivos Android, iOS, Windows, Windows Phone y Tizen. Actualmente, la aplicación MB Way permite realizar transferencias de dinero instantáneas entre números de teléfonos móviles asociados a MB Way, generar tarjetas virtuales MB Net para compras online, pagar compras en tiendas físicas utilizando un número de teléfono móvil, código QR y contactless, y utilizar un cajero automático. máquinas sin tener que utilizar una tarjeta bancaria.

### Vía Verde y Host to Host
El servicio de pago automático de peajes Via Verde también es operado por SIBS. Host to Host es el nombre que se le da al sistema que permite a los usuarios realizar transacciones en cajeros automáticos a través de su propio sitio bancario, mejorando el servicio de banca en línea que ha estado activa desde 2000.